# Zephyr

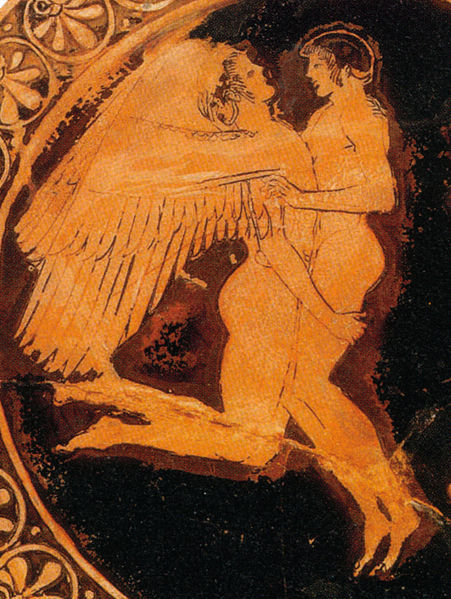
Zephyr und Hyacinth (ca. 490–480 v. Chr.)

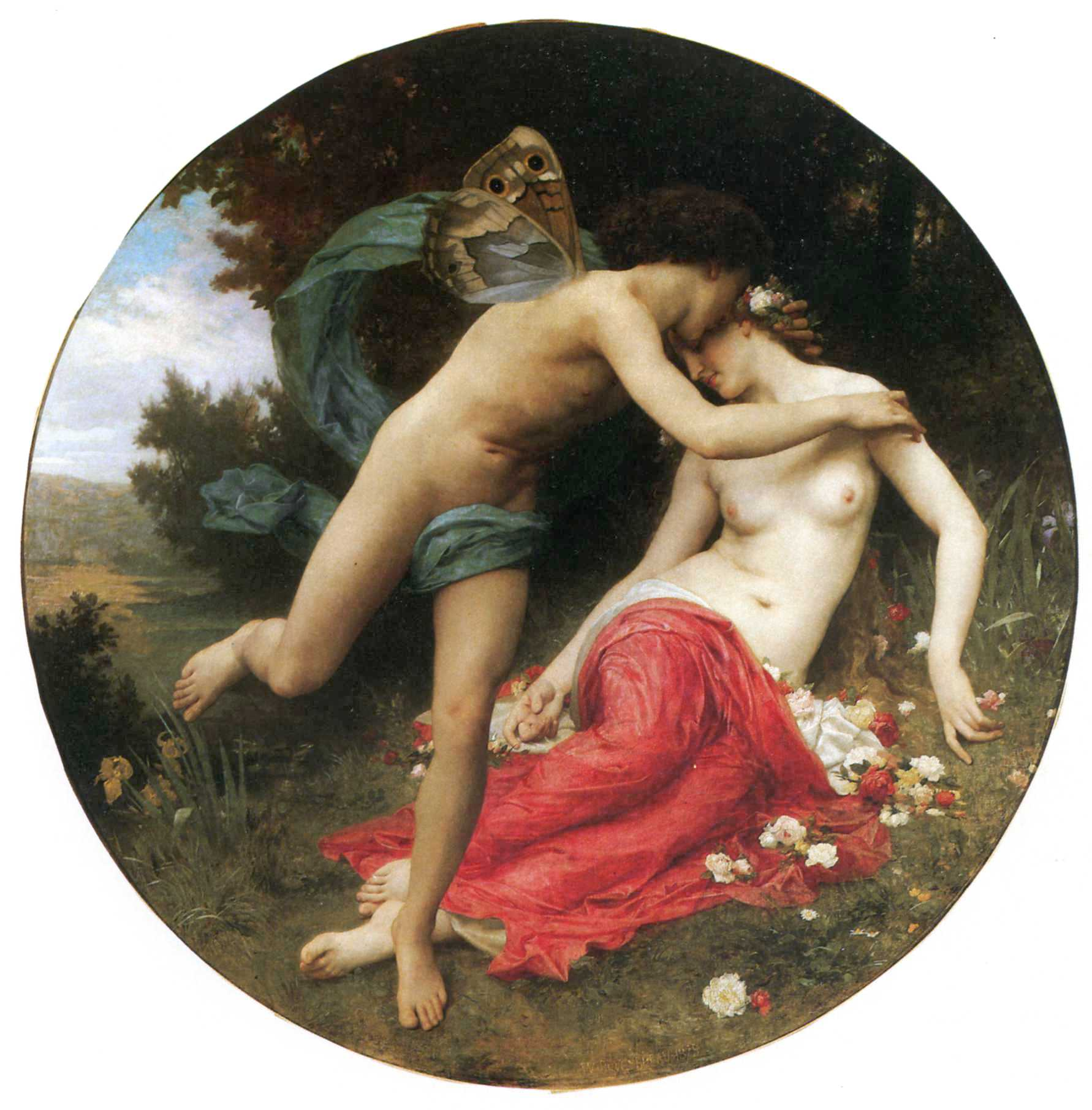
Zephyr und Flora (William Adolphe Bouguereau, 1875).

Zephyr (auch Zephyros „Zephir“ oder Zephyrus, altgriechisch Ζέφυρος Zéphyros, deutsch ‚der vom Berge Kommende‘) ist einer der Anemoi, eine Windgottheit aus der griechischen Mythologie, die den (milden) Westwind verkörpert. In der Antike wurde Zephyr als Frühlingsbote und „Reifer der Saaten“ verehrt.

## Mythos
Nach Hesiod war Zephyros der Sohn des Titanen Astraios und der Eos und mit seinen Brüdern Boreas und Notos einer der nützlichen Winde. Aischylos lässt ihn von der Gaia abstammen.
Bei Homer zeugt er mit der Harpyie Podarge Xanthos und Balios, die unsterblichen Rösser des Achilleus, Quintus von Smyrna nennt neben Xanthos und Balios noch Areion. Mit Iris ist er bei Alkaios Vater des Eros, bei Nonnos Vater des Pothos. Bei Ovid ist er der Gatte der Flora.
Hyakinthos ist der Geliebte des Zephyros und des Apollon, aus Eifersucht tötet Zephyros Hyakinthos, indem er einen von Apollon geworfenen Diskus ablenkt. Für Eros erhebt Zephyros Psyche in seinen Palast.

## Rezeption

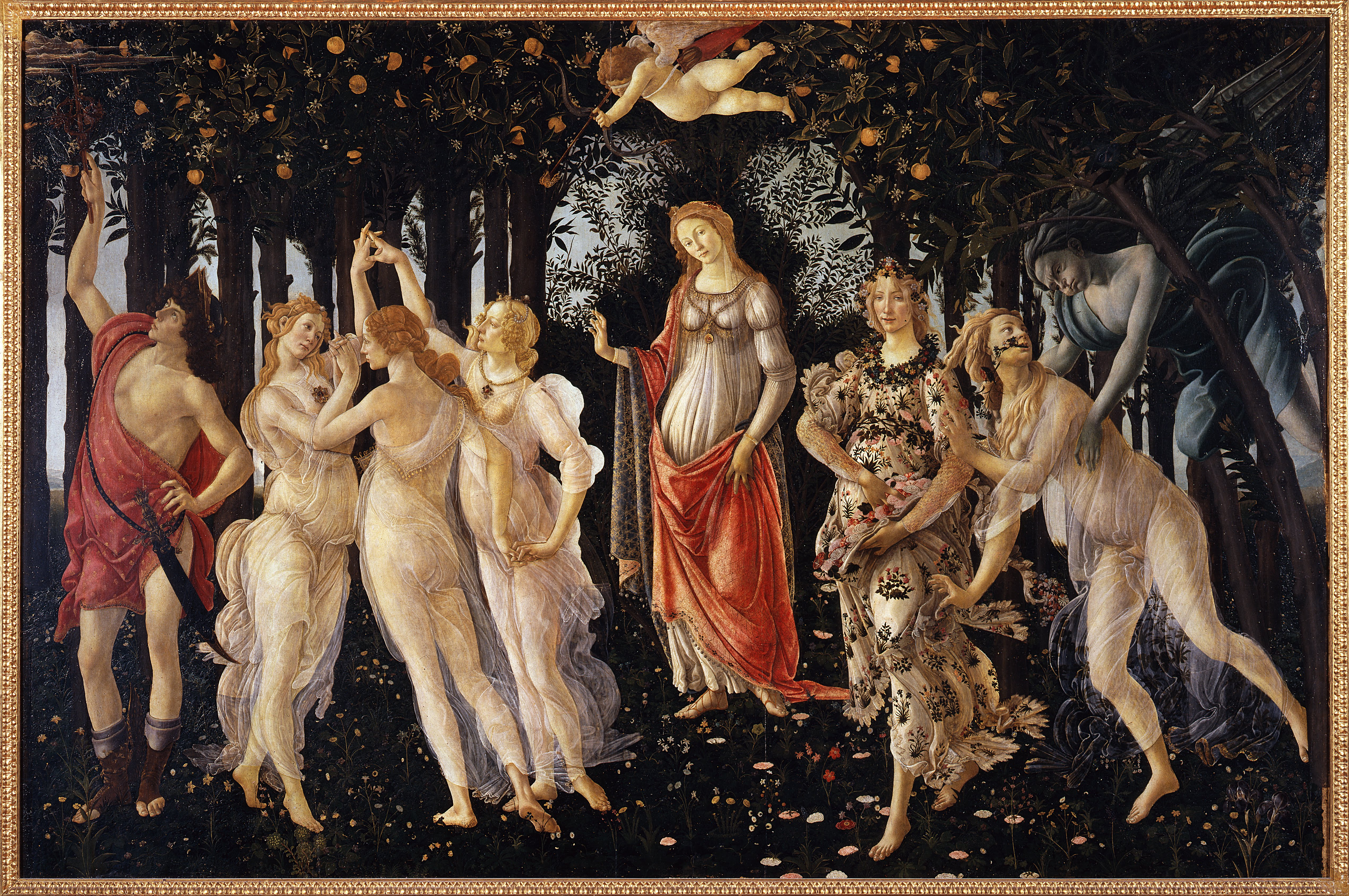
Sandro Botticelli: Der Frühling

In der Bildenden Kunst wird Zephyr in Sandro Botticellis „Der Frühling“ gezeigt, wie er die Nymphe Chloris anbläst. Weitere Künstler, die sich mit Zephyr und Flora auseinandersetzen, sind Peter Paul Rubens zusammen mit Jan Brueghel d. Ä., Jean Jouvenet, Nicolas Colombel, Nicolas Bertin, Carlo Carlone, Charles-Antoine Coypel, Giovanni Battista Tiepolo und William Adolphe Bouguereau.
Eines der populärsten Madrigale von Claudio Monteverdi ist „Zefiro torna“ (Zephyr, kehr’ zurück) für zwei Männerstimmen. In Georg Philipp Telemanns Suite Hamburger Ebb’ und Fluth von 1723 trägt ein Satz (Menuett) den programmatischen Titel „Der angenehme Zephir“. Antonio Vivaldi überschrieb 1725 eine Passage im ersten Satz seines op. 8 No. 2 (Le Quattro Stagioni – „Der Sommer“ (L’Estate)) mit „Zeffiretti dolci“ (Sanfte Zephire).
In der Oper Hoffmanns Erzählungen von Jacques Offenbach findet sich in der Szene mit der berühmten Barcarole „Belle nuit, oh nuit d’amour“ („Schöne Nacht, du Liebesnacht“) die Zeile: „Zephire, lind und sacht, die kosend uns umfangen, haben […] sanfte Küsse gebracht.“
1894 wurde das Ballett Le Réveil de Flore von Riccardo Drigo und Marius Petipa uraufgeführt, in dem die Liebesbeziehung zwischen Flora und Zephyr eine zentrale Rolle spielt.
In ihrem siebten Studioalbum Beauty & Crime aus dem Jahre 2007 beschäftigte sich die US-amerikanische Sängerin und Songwriterin Suzanne Vega mit ihrer Heimatstadt New York City. Das erste von insgesamt zwölf Stücken auf der CD trägt den Titel Zephyr & I.
Die Gattung der Zephirblumen und das Echtzeitbetriebssystem Zephyr der Linux Foundation sind nach Zephyr benannt.